# Liparis newmani
Liparis newmani är en fiskart som beskrevs av Cohen, 1960. Liparis newmani ingår i släktet Liparis och familjen Liparidae. Inga underarter finns listade i Catalogue of Life.